# Radziejów
Radziejów là một thị trấn thuộc huyện Radziejowski, tỉnh Kujawsko-Pomorskie ở trung-bắc Ba Lan. Thị trấn có diện tích 6 km². Đến ngày 1 tháng 1 năm 2011, dân số của thị trấn là 5696 người và mật độ 1001 người/km².